# Thlypopsis
Thlypopsis är ett fågelsläkte i familjen tangaror inom ordningen tättingar. Släktet omfattar numera åtta arter som förekommer från nordöstra Bolivia till norra Argentina:
- Orangehuvad tangara (T. sordida)
- Beigebröstad tangara (T. inornata)
- Brunhuvad tangara (T. fulviceps)
- Kastanjehuvad tangara (T. pyrrhocoma) – tidigare Pyrrhocoma ruficeps
- Soltangara (T. ruficeps)
- Ögonbrynstangara (T. ruficeps) – tidigare i Hemispingus
- Kanelbröstad tangara (T. ornata)
- Brunsidig tangara (T. pectoralis)